# Dermestes lectulalius
Dermestes lectulalius is een keversoort uit de familie spektorren (Dermestidae). De wetenschappelijke naam van de soort werd in 1777 gepubliceerd door Johann August Ephraim Goeze.